# Speed: No Limits
Pour les articles homonymes, voir Speed.
Speed: No Limits sont des montagnes russes de type Euro-Fighter construites par Gerstlauer du parc Oakwood Theme Park, situé à Canaston Bridge dans le Pembrokeshire, au Pays de Galles, au Royaume-Uni. Ce sont les montagnes russes les plus hautes, les plus rapides et les plus inclinées du Pays de Galles.

## Parcours
Le parcours commence par un lift hill vertical d'une hauteur de 35,1 mètres suivi d'une descente inclinée à 97 degrés. Les wagons atteignent une vitesse de 95 km/h au bas de la descente, ce qui produit une accélération de 4,5 g. Ensuite, il y a un airtime de 1,3 g. Il est suivi d'un overbanked turn incliné à 110 degrés et d'un looping vertical. Les wagons passent ensuite dans une série de freins. Après ça, il y a une petite descente et un zero-G roll et l'attraction se termine par une double spirale qui mène dans les freins finaux.

## Trains
Speed utilise quatre wagons individuels. Chaque wagon a deux rangs de quatre places, pour un total de huit passagers par wagon. Ils utilisent les anses de sécurité standards des Euro-Fighter.

## Galerie

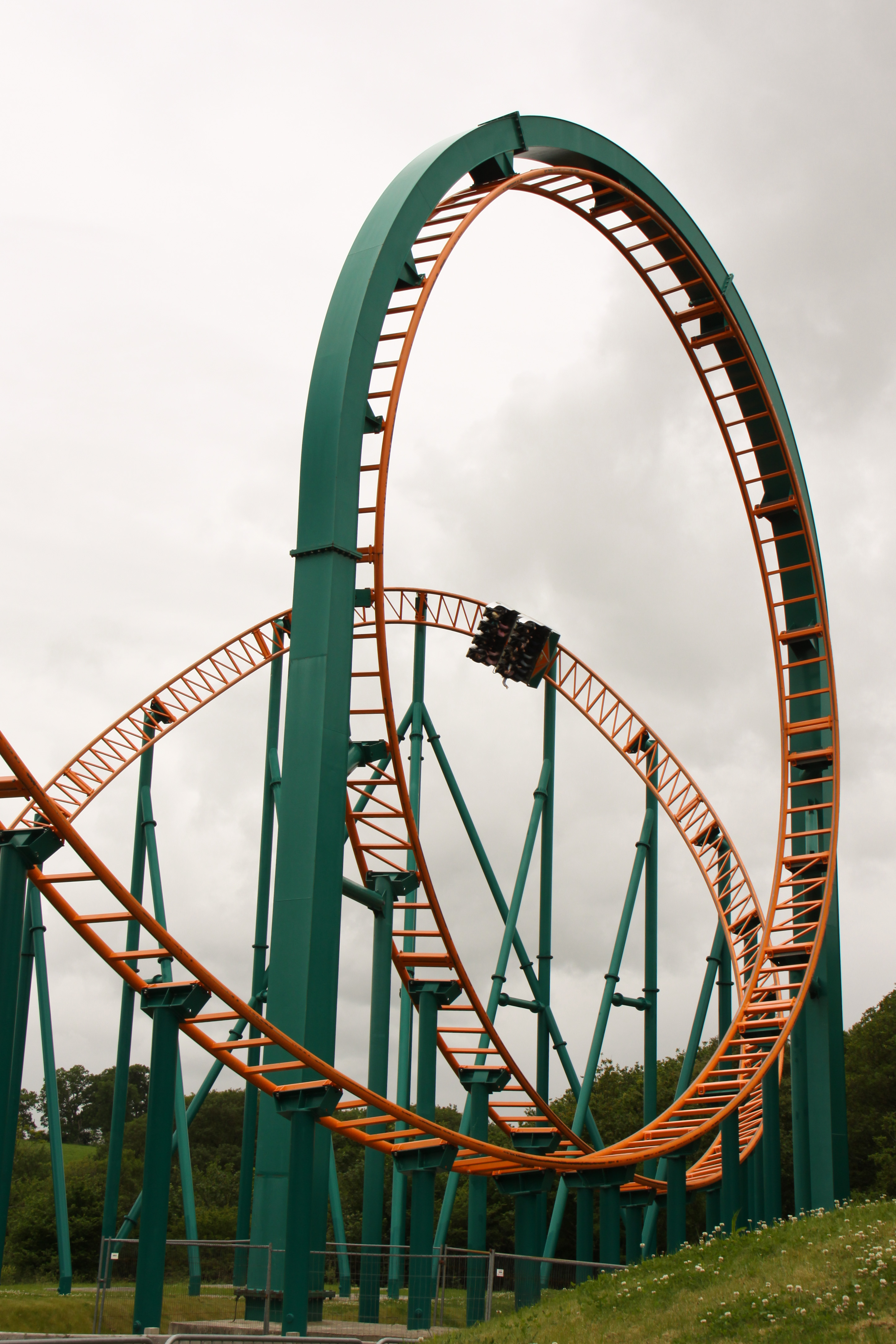
Le looping vertical
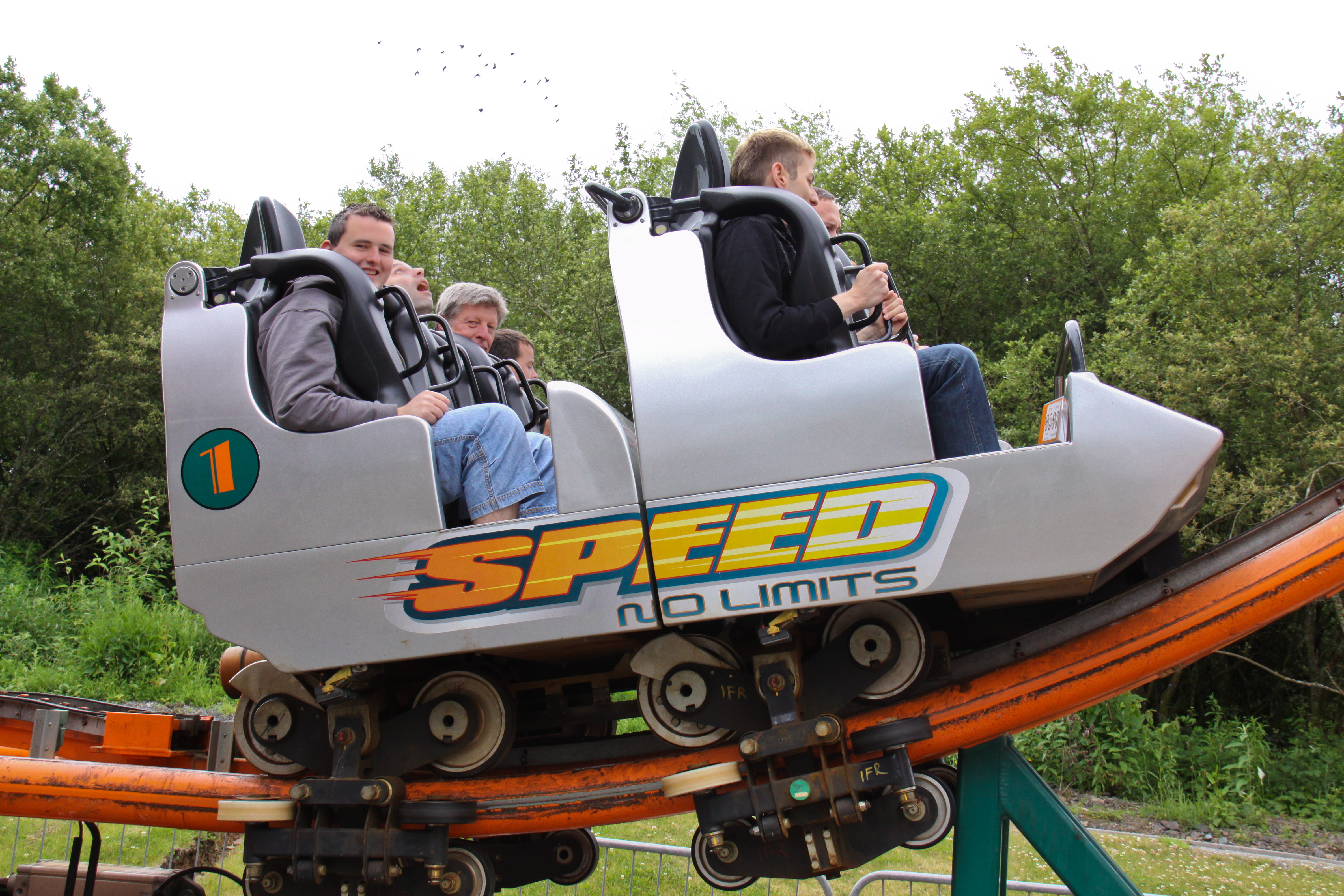
Un des quatre wagons